# Lambert Massart
Lambert Joseph Massart (ur. 19 lipca 1811 w Liège, zm. 13 lutego 1892 w Paryżu) – belgijski skrzypek i pedagog.

## Życiorys
Początkowo uczył się gry na skrzypcach u swojego ojca i brata, następnie u Ambroise’a Delaveux. Debiutował publicznie w wieku 11 lat na scenie teatru w Liège. Dzięki otrzymanemu od króla stypendium wyjechał do Paryża, gdzie podjął studia w tamtejszym konserwatorium. Jego nauczycielami byli Rodolphe Kreutzer (skrzypce), Pierre-Joseph-Guillaume Zimmerman (teoria) i François Fétis (kontrapunkt). Koncertował wspólnie z Lisztem i Thalbergiem, jako jeden z pierwszych wykonywał w Paryżu ostatnie kwartety Beethovena. Od 1843 do 1890 roku uczył gry na skrzypcach w Konserwatorium Paryskim. Do jego uczniów należeli Henryk Wieniawski, Fritz Kreisler, Martin Pierre Marsick, Pablo Sarasate i Izydor Lotto.
Jego żoną była pianistka Louise Anglaë Masson (1827–1887).